# Bombus polaris
Espèce
Statut de conservation UICN

 VU  : Vulnérable
Bombus polaris, le Bourdon polaire, est une espèce d'insectes de la famille des Apidae et du genre Bombus, les Bourdons. Elle fait partie du sous-genre Alpinobombus. Cette espèce adaptée aux conditions climatiques de l'Arctique vit dans la toundra au delà de la limite des arbres. Elle est considérée comme une espèce vulnérable à risque extrême face au réchauffement climatique.

## Description
Bombus polaris présente une fourrure dense qui ralentit la perte de chaleur. Le plus souvent, son thorax est noir avec des bords jaune-orange, tandis que l'abdomen est jaune-orangé avec peut-être un peu de noir. Il existe cependant une grande variabilité de colorations sur l'ensemble de son aire de répartition.

## Comportement
Les choix de Bombus polaris concernant les plantes butinées sont peu connus. Son régime est polylectique et concerne des espèces communes comme l'Épilobe en épi, la Campanule à feuilles rondes, l'Astragale des Alpes, le Pédiculaire des Lapons, le Saule des Lapons, des Trèfles, la Vesce jargeau et le Myrtillier.
Le mâle Bombus polaris patrouille la toundra d'un vol rapide à la recherche de femelles à féconder en marquant certaines pierres granitiques de sécrétions phéromonales attractives produites par des glandes labiales céphaliques. Les nids sont principalement installés en surface, sous des touffes de végétation. Certains sont construits dans d'anciens nids de lemmings. La reine, qui s'associe souvent à une autre qui sera tuée plus tard, pond l'ensemble de ses œufs dans une seule cellule, les nourrissant d'abord collectivement (comportement dit de meunier) avant de construire des cloisons entre les larves et de les nourrir individuellement (comportement dit de magasinier). La saison étant très courte, une seule génération est possible. La population par nid est de ce fait très faible et la proportion de sexués par rapport aux ouvrières est très importante.
Bombus hyperboreus se retrouve parfois en situation inquiline au sein des nids de Bombus polaris où il est considéré comme l'usurpateur.

## Répartition
Le Bourdon polaire est une espèce circum-arctique qui vit dans la toundra, strictement au delà de la limite des arbres, principalement le long de la côte de l'océan Arctique. L'espèce est présente au Canada, dont le Québec, en Alaska, dans le Groenland, au nord de la Russie et en Scandinavie. Le point le plus au Nord où l'espèce a été découverte est la baie d'Olenëkskiy (ru) dans la mer des Laptev.
L'espèce est classée comme « vulnérable » dans la liste rouge des abeilles d'Europe,. Elle est considérée comme « à risque climatique extrême » dans l'Atlas de la distribution et des risques climatiques des Bourdons européens. Une extinction probable est envisagée en Europe d'ici 2100, l'espèce étant d'ores et déjà devenue extrêmement rare en Scandinavie depuis les années 2010,.

## Confusions possibles
En Europe, la sous-espèce pyrrhopygus est morphologiquement très similaire à Bombus alpinus. Néanmoins, leurs aires de répartition ne se superposent qu'en Fennoscandie. Dans le nord de la Russie, certaines formes ressemblent également à Bombus balteatus.

## Taxonomie
Le nom valide complet (avec auteur) de ce taxon est Bombus polaris Curtis, 1835.

### Synonymie
Bombus polaris a pour synonymes :
- Bombus groenlandicus Smith, 1854
- Bombus kincaidii Cockerell, 1898

### Nom français
Ce taxon porte en français le nom vernaculaire ou normalisé suivant : Bourdon polaire,.

### Sous-espèces
Deux sous-espèces sont distinguées, bien qu'un débat existe sur leur différentiation au niveau spécifique :
- Bombus polaris spp. polaris (néarctique)
- Bombus polaris spp. pyrrhopygus (paléarctique)